# Beverly Hills (Michigan)
Beverly Hills – wieś w Stanach Zjednoczonych, w stanie Michigan, w hrabstwie Oakland.